# أناركية اجتماعية

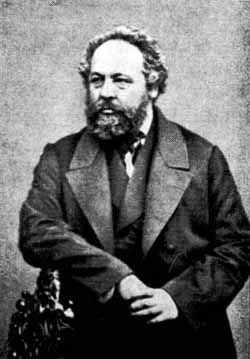

اللاسلطوية الاجتماعية هي فرع من الأناركية ترى الحرية الفردية مترابطة بالتعاون المتبادل. يؤكد الفكر الأناركي الاجتماعي أن المجتمع والمساواة الاجتماعية مكملان للاستقلالية والحرية الشخصية. يحاول هذا الفكر الوصول إلى ذلك التوازن من خلال حرية التعبير المحفوظة في الفيدرالية اللامركزية، وحرية التفاعل في الفكر وتفريع السلطة. يُعرف تفريع السلطة بأفضل شكل على أنه «يجب على الفرد ألّا ينسحب من الجماعة وأن يلتزم بالمجتمع من خلال شركته الخاصة أو صناعته». ويُعرف أيضًا «يجب على كل نشاط اجتماعي انطلاقًا من طبيعته الخاصة أن يزيد مساعدة أفراد الجماعة وألّا يدمرهم ويسحقهم»، ويمكن التعبير عن تفريع السلطة بالشعار «لا تبعد الأدوات عن متناول الناس».
تُعد الأناركية الاجتماعية الشكل المسيطر من اللاسلطوية. كمصطلح، تُستخدم الأناركية الاجتماعية نقيضًا للأناركية الفردية لتصف النظرية التي تضع تأكيدًا على أوجه الفكر الجمعي والتعاون في النظرية اللاسلطوية في حين تعارض أشكال السلطوية في الفكر الجمعي المرتبطة بالفكر الجماعي والامتثال الجمعي، وتفضل ملاءمةً بين الفردانية والنزعة الاجتماعية. يُعد كل من حق تقرير المصير وإدارة العمال الذاتية والتعليم والتمكين أوجهًا مؤكدة في الأناركية الاجتماعية بينما تُلغى السلطة غير القانونية من خلال التفتيش والاحتراس. تتكامل عقلية اصنعها بنفسك مع جهود التعليم داخل النظام الاجتماعي. تناصر الأناركية الاجتماعية تحويل جزء من الملكية الخاصة المنتجة إلى ممتلكات عامة. تناصر هذا المبدأ لتعرض على الأفراد التمكين من خلال وصول أسهل إلى الأشياء مثل الأدوات والأجزاء وجزء من المشاعات العامة وإعادة الاعتبار للملكية الفردية.
تُعتبر اللاسلطوية الاجتماعية مصطلحًا شاملًا يُشير بصورة رئيسية إلى النماذج الاقتصادية ما بعد الرأسمالية للشيوعية اللاسلطوية واللاسلطوية الجماعية وأحيانًا التبادلية. يمكن أن تتضمن أيضًا اشتراكية نقابية مفدرلة لا تتحكم بها الدولة وديمقراطية صناعية ثنائية السلطة وديمقراطية اقتصادية أو جمعيات تعاونية عمالية مفدرلة ومجالس عمال ومستهلكين، تستبدل معظم نظام الدولة المعاصر بينما تحافظ على الحقوق الأساسية. أضافةً لذلك، تتضمن اتحاد مقاربة اتحاد نقابات العمال للنقابية اللاسلطوية واستراتيجيات الصراع الاجتماعي للبرنامجية والتحديدية والفلسفة البيئية للنظام الاجتماعي. كمصطلح، تتداخل اللاسلطوية الاجتماعية مع الليبرتارية والليبرتارية الاشتراكية والليبرتارية اليسارية التي ظهرت في نهايات القرن التاسع عشر كتمييز عن اللاسلطوية الفردانية بعد حلول الشيوعية اللاسلطوية محل اللاسلطوية الجماعية بصفتها الاتجاه المسيطر.

## نظرة عامة
تُستخدم مصطلحات مثل الاشتراكية الأناركية والأناركواشتراكية والأناركية الاشتراكية للإشارة إلى الأناركية الاجتماعية، لكن معظم الأناركيين يرفضون ذلك، إذ يعتبرون أنفسهم اشتراكيين من النمط الليبرتاري، وتُرى تلك المصطلحات على أنها غير ضرورية ومُشوشة عندما لا تستخدم كمرادفات لليبرتارية أو الاشتراكية اللاسلطوية التي تقابل السلطوية أو اشتراكية الدولة. عُرفت الأناركية تاريخيًا مع الحركات الاشتراكية والمناهضة للرأسمالية، والتقسيم الأساسي بين الأناركيين المناهضين للسوق الذين يدعمون بعض أشكال التخطيط الاقتصادي اللامركزي والأناركيين المناصرين للسوق الذين يدعمون اشتراكية السوق الحر، لهذا تُتسخدم مثل هذه المصطلحات من قبل المنظرين الأناركيين الرأسماليين والعلماء الذين يحددون الأناركية الرأسمالية للتفريق بين الاثنين. لأسباب مماثلة، يرفض الأناركيون تصنيفات مثل الأناركية اليمينة أو اليسارية (الأناركورأسمالية والأناركية القومية)، إذ يرون الأناركية بصفتها أيديولوجية من الجناح اليساري أو أقصى اليسار.
يقسم معظم المنظرين والعلماء الأناركيون الرأسماليون الأناركية إلى أناركية اجتماعية مقابل أناركية فردانية بمعنى الاشتراكية مقابل الرأسمالية، إذ ينظرون إلى الاثنين على أنهما حصريان بشكل متبادل رغم قبول جميع مدارس الفكر الأناركية في ظل النظام الملكي على أساس التطوعية، يرفض المنظرون والعلماء الأناركيون الذين يعارضون الأناركية الرأسمالية هذا، ولا يرونها صراعًا بين الاشتراكية والرأسمالية أو أنهما حصريان بشكل متبادل، ولكن بدلاً من ذلك مكملان لبعضهما، إذ تعتمد اختلافاتهما بشكل أساسي على وسائل تحقيق الفوضى، بدلاً من غاياتهما، مجادلين ضد بعض المنظرين والعلماء الأناركيين الرأسماليين الذين يرون أن الأناركية الفردانية مؤيدة للرأسمالية ويؤكدون من جديد أن الأناركية ككل اشتراكية، بمعنى الاشتراكية الليبرتارية والمعادية للدولة. كمثال، يعتبر العديد من الشيوعيين الأناركيين أنفسهم فردانيين جذريين، ويرون أن الشيوعية الأناركية هي أفضل نظام اجتماعي لتحقيق الحرية الفردية. تعتبر الأناركية عمومًا فلسفة فردانية، تعارض جميع أشكال الجماعية الاستبدادية، لكنها فلسفة ترى الفرد والشيوعية مكملين لا حصريين، مع رفض الشيوعية الأناركية والأناركية الاجتماعية على وجه الخصوص التقسيم الفرداني والجماعي. رغم اسمها، يُنظر إلى الأناركية الجماعية أيضًا على أنها مزيج من الفردانية والجماعية. في الولايات المتحدة، يمكن أن تشير الأناركية الاجتماعية أيضًا إلى دائرة موراي بوكتشين والمجلة اليومية التابعة لها.
لتمييزها عن الأناركية الفردانية، يفضل معظم الأناركيين عمومًا استخدام الأناركية الاجتماعية، وهو مصطلح يستخدم لوصف خطوات معينة من الأناركية مقابل الأناركية الفردانية، مع تركيز الأولى على الجانب الاجتماعي وعمومًا تكون أكثر تنظيمية بالإضافة إلى دعم التخطيط الاقتصادي اللامركزي وتركيز الأخيرة على الفرد وبشكل عام كونه أكثر معاداةً للتنظيم وكذلك دعم شكل من أشكال اشتراكية السوق الحر، على التوالي، بدلاً من رؤية الفئتين على أنهما متبادلتان أو اشتراكيتان في مواجهة الرأسمالية، ما يؤدي إلى أناركية بدون صفات. يُنظر إلى النظرية التبادلية لبيير جوزيف برودون على أنها الفئة الوسطى أو الثالثة بين الأناركية الاجتماعية والأناركية الفردانية، رغم أنها غالبًا ما تعتبر جزءًا من الأناركية الاجتماعية وأحيانًا جزء من الأناركية الفردانية. تحدث برودون عن الفردية الاجتماعية ووصف التبادلية والحرية التي تبناها بأنها التوليف بين الشيوعية والمُلكية.
ترى الأناركية الاجتماعية الحرية الفردية مرتبطة بمفاهيمها بالمساواة الاجتماعية وتؤكد على المجتمع والتعاون المتبادلة. ترفض الأناركية الاجتماعية الملكية الخاصة، وتعتبرها مصدرًا لعدم المساواة الاجتماعية، وتفترض بدلاً من ذلك مجتمعًا مستقبليًا لا توجد فيه الملكية الخاصة ويُستبدل بالمجتمع التبادل والمساواة. كمصطلح، تستخدم الأناركية الاجتماعية لوصف الميول داخل الأناركية على وجه التحديد والتي تركز على الجوانب المجتمعية والتعاونية للنظرية والممارسة الأناركية، بهدف الارتباط الحر للأشخاص الذين يعيشون معًا ويتعاونون في مجتمعات حرة. يعرّف بوكشين الأناركية الاجتماعية باليسار، الذي يشير من خلاله إلى التقليد العظيم للتضامن الإنساني والإيمان بإمكانية البشرية والأممية والكونفدرالية والروح الديمقراطية ومناهضة العسكرة والعلمانية العقلانية.